# Eubul d'Atarneu
Eubul (grec antic: Εὔβουλος), probablement nascut a Bitínia al segle iv aC, va ser un banquer grec.
Va prestar diners a un oficial persa, prenent com a garantia les terres d'Assus i Atarneu a Mísia, i així es va convertir en governant dels dos regnes. Eubul també és famós per la seva relació amb l'esclau Hèrmies, que va heretar el títol de governador a la seva mort. Hèrmies va convidar Xenòcrates de Calcedònia i Aristòtil a la seva cort, i Aristòtil es va casar amb la filla adoptiva o neboda d'aquest Hèrmies, segons Estrabó i Diodor de Sicília.